# Jungle de Calais
La « jungle de Calais » est le nom couramment utilisé pour désigner les différents espaces pas-de-calaisiens habités depuis les années 1990 par les migrants tentant de se rendre en Angleterre. Le terme fait référence aux installations précaires, bidonvilles et camps de migrants et de réfugiés sur l’ensemble de l'agglomération calaisienne, à Calais, Coquelles et Sangatte, Marck, aux abords de l'entrée française du tunnel sous la Manche et de la zone portuaire de Calais.
Détruits et démantelés régulièrement par les forces de l'ordre sans jamais complètement parvenir à les résorber, ces camps de fortune voient leur population varier depuis 30 ans à la suite de décisions politiques comme la fermeture du centre de Sangatte en 2002, en fonction du contexte international comme les conflits régionaux et internationaux, des changements des politiques migratoires européennes (règlements Dublin II et III) ou encore la sécurisation des infrastructures de transport à Calais, du terminal portuaire et du tunnel sous la Manche.
Ces lieux de vie précaires, et la présence des personnes bloquées à la frontière sur le territoire calaisien, font périodiquement l'objet d'importantes politiques publiques. D'abord gestionnaires, avec la création de lieux d'accueil officiels comme en 1999 à Sangatte ou en 2015 à Calais, Mais aussi sécuritaires, les destructions de ces mêmes lieux, celles quasi quotidiennes de ceux plus informels. L'investissement est aussi militant tant la question est clivante localement, entre les mobilisations des personnes concernées pour la reconnaissances de leurs droits ou la dénonciation de leurs conditions, celles des personnes solidaires, ou en réaction, d'opposants.
La plupart des habitants de ces bidonvilles sont des personnes exilées qui tentent de rejoindre le Royaume-Uni, historiquement dans les camions de marchandises empruntant les ferries effectuant la liaison avec Douvres depuis le port de Calais ou par les trains empruntant le tunnel sous la Manche (Eurostar, Shuttle), et depuis 2018 lors de traversées de la Manche en embarcations gonflables. Parmi les personnes bloquées à la frontière franco-britannique se trouvent des réfugiés et des demandeurs d'asile essentiellement en provenance du Soudan, d'Afghanistan, du Darfour, de Syrie, d'Irak, d'Érythrée, d'Iran, du Kurdistan ou d'Ethiopie entre autres pays d'origine.

## Origine lexicale et controverses
L'emploi du terme « jungle » désigne les formes d'habitations précaires ou bidonvilles disséminés dans la région sur l'ensemble du littoral de la manche, en France comme en Belgique ou aux Pays-Bas. Son origine provient de certains réfugiés afghans et iraniens désignant les bois où ils ont installé leurs campements sous le terme persan et pashto de jangal, جنگل, qui a la même origine indo-iranienne que le mot « jungle » mais signifie simplement « forêt » en persan. Sa diffusion dans l'espace public est le produit d'un mal-entendu, désignant initialement le simple lieu d'habitation, il est repris par les personnes aidant les réfugiés et par les médias, en convoquant un imaginaire de représentation hostile et des processus d'exotisation et d'animalisation.
En juillet 2009, Éric Besson cite déjà lors d'un sommet franco-britannique la « jungle », comme dénomination d'un « village clandestin » de 800 habitants, principalement afghans, alors que 2 000 personnes sont bloquées à la frontière à la même période. Sa destruction, annoncée dès avril de la même année, aura lieu de 22 septembre 2009.
L'appellation officielle du terrain désigné pour accueillir le plus grand bidonville de l'agglomération entre 2015 et 2016, souvent dénommé la « Grande Jungle » ou « New Jungle » est « la Lande » ; il comptera jusque près de 9 000 personnes en 2016.

## Localisation
La jungle n'a pas de localisation fixe et précise. Les nombreux bidonvilles se sont succédé et chevauchés dans le temps et l'agglomération au rythme des expulsions policière depuis la fin de années 1990. Les personnes installent un campement sur des terrains vagues et en partent dès que les autorités les y contraignent. Certains vivent dans des squats au sein de bâtiments désaffectés ou de maisons abandonnées, d'autres sur des terrains vagues ou dans des espaces boisés. Entre les expulsions récurrentes, des parcs et jardins dans le centre-ville de Calais sont aussi occupés avec le soutiens d'associations pour sensibiliser les pouvoirs publics sur les conditions de vie insalubre des migrants et demander des solutions de logements et de régularisation.
En avril 2015, le journal britannique The Guardian rapporte l'ouverture d'une zone « de tolérance » à l'égard des migrants sur une ancienne décharge, à cinq kilomètres du centre-ville de Calais, autour du centre d'accueil de jour Jules Ferry. Ce terrain est en effet désigné par les autorités, municipalité et polices, comme destination pour les personnes expulsées de la plupart des bâtiments, friches et bidonvilles et Calais et sa région dans le courant du mois de mars 2015, déplacement notamment contraint par l'interdiction des distributions de nourriture par les associations dans le centre-ville de Calais. Ce camp de regroupement compterait initialement entre 1 000 et 1 500 habitants et serait le plus important des neuf campements existant à Calais. Ce principal lieu de vie dans l'agglomération à l'époque sera le seul à être muni de douches, de l'électricité et des toilettes par l'État depuis 2002. Ce terrain est aussi désigné en lien avec l'ouverture du centre d'accueil de jour Jules Ferry assurant un accès aux besoins de première nécessité et dont la gestion est déléguée à l'association La Vie Active.
La majeure partie de la jungle de 2015-2016 se situe sur ce terrain de 18 hectares sablonneux, inondable, ancienne zone de stockage de déchets inertes jusqu’en 2000, classé « Seveso seuil haut » et « exposé à des risques « faiblement » et « moyennement » élevés ». Elle est aussi située à proximité de la rocade portuaire ou route nationale 216.
Les langues fréquemment utilisées au sein des lieux de vie et dans les interactions quotidiennes sont l'anglais, l'arabe, le kurde (dialectes zazaki et sorani), le dari et le pachto (Afghans), le persan et le baloutchi (Iraniens), l'ourdou et kashmiri (Pakistan), le dinka et le nuer (sud-soudanais), l'amharique, le tigrigna et l'oromo (Éthiopiens), le somali (Somaliens), le bengali (Bangladais), le lingala (République démocratique du Congo).

## Contexte
En 1991, un protocole (dit « protocole de Sangatte ») est signé entre la France et le Royaume-Uni pour fixer la ville de Coquelles, en France, parmi les points de contrôle entre les deux pays. Cet accord prend effet au Royaume-Uni par le Channel Tunnel (International Arrangements) Order 1993, et en France par décret présidentiel. Ce protocole prend effet dès 1994, lors d'un voyage depuis la France vers le Royaume-Uni par Eurotunnel, les contrôles d'immigration et de douanes ayant lieu à Coquelles, avant l'embarquement dans le train.

### Le traité du Touquet
Plusieurs politiques dénoncent le traité du Touquet qui sont selon eux à l'origine de la formation de la Jungle de Calais. C'est le cas par exemple de Nicolas Sarkozy signataire en 2003, de Gérard Larcher ou d'Alain Juppé.

### Premiers déboutés et campements dans le centre-ville de Calais (1990-1998)
À la dislocation de l'URSS, et au travers des crises politiques locales qui s'ensuivent, de nombreuses familles font le choix d'émigrer en Europe occidentale, dont au Royaume-Uni, principalement en provenance de Yougoslavie. Certaines faisant le choix de la voie terrestre et donc passant par Calais se voient leur entrée sur le territoire britannique refusée et parfois déboutée de retour sur la côte française, elles se voient ainsi contraintes de rester dans les terminaux portuaires de la ville de quelques jours à plusieurs mois. Leur nombre croissant, notamment dû à la Guerre du Kosovo, et l'allongement de leur séjour dans les infrastructures portuaires, conjugués aux conditions sanitaires problématiques de leur confinement pose problème à la Chambre de Commerce et d’Industrie, propriétaire des infrastructures. La préfecture ordonne le 23 avril 1999 l'expulsion de l’ensemble des personnes concernées au motif de l’utilisation des parties du Terminal Transmanche à une autre fin que celle du trafic des voyageurs.

### Centre de Sangatte (1999-2002)
Expulsées des terminaux portuaires, 200 personnes dont de nombreuses familles sont contraintes de se rendre dans le centre-ville de Calais et y campent dans plusieurs parcs et jardins. Plusieurs associations et élus tentent d'obtenir de la préfecture l'ouverture d'un centre d'hébergement. Le 24 septembre 1999, Jean-Pierre Chevènement alors ministre de l’Intérieur réquisitionne l’ancienne usine d’Eurotunnel du bourg de Sangatte et la confie à la Croix-Rouge française pour y ouvrir le centre d'accueil de Sangatte. Le bâtiment est un hangar de 27 000 m2. Prévu pour 800 personnes au maximum, il en abrite rapidement 1800. Sa sécurisation est croissante avec en 2002 jusque quatre contrôles, par la police, la Croix-Rouge est un sous-traitant dans la sécurité, avec palpations et détecteurs de métaux avant de pouvoir rentrer dans l’enceinte du centre. Il devient très rapidement saturé, les conditions de vie y deviennent insalubres et ferme en 2002. En novembre 2002, le ministre de l'Intérieur Nicolas Sarkozy en ordonne la fermeture affirmant « diviser par dix » le problème. En trois ans, entre 60 000 et 70 000 personnes auraient transité par ce centre avec le renouvellement d'un tiers de sa population chaque mois,. Le hangar est détruit deux jours après sa fermeture.

## Histoire des espaces de relégation et de concentration dans le Calaisis

### Éclatement des bidonvilles et des squats dans la ville de Calais (2002-2014)

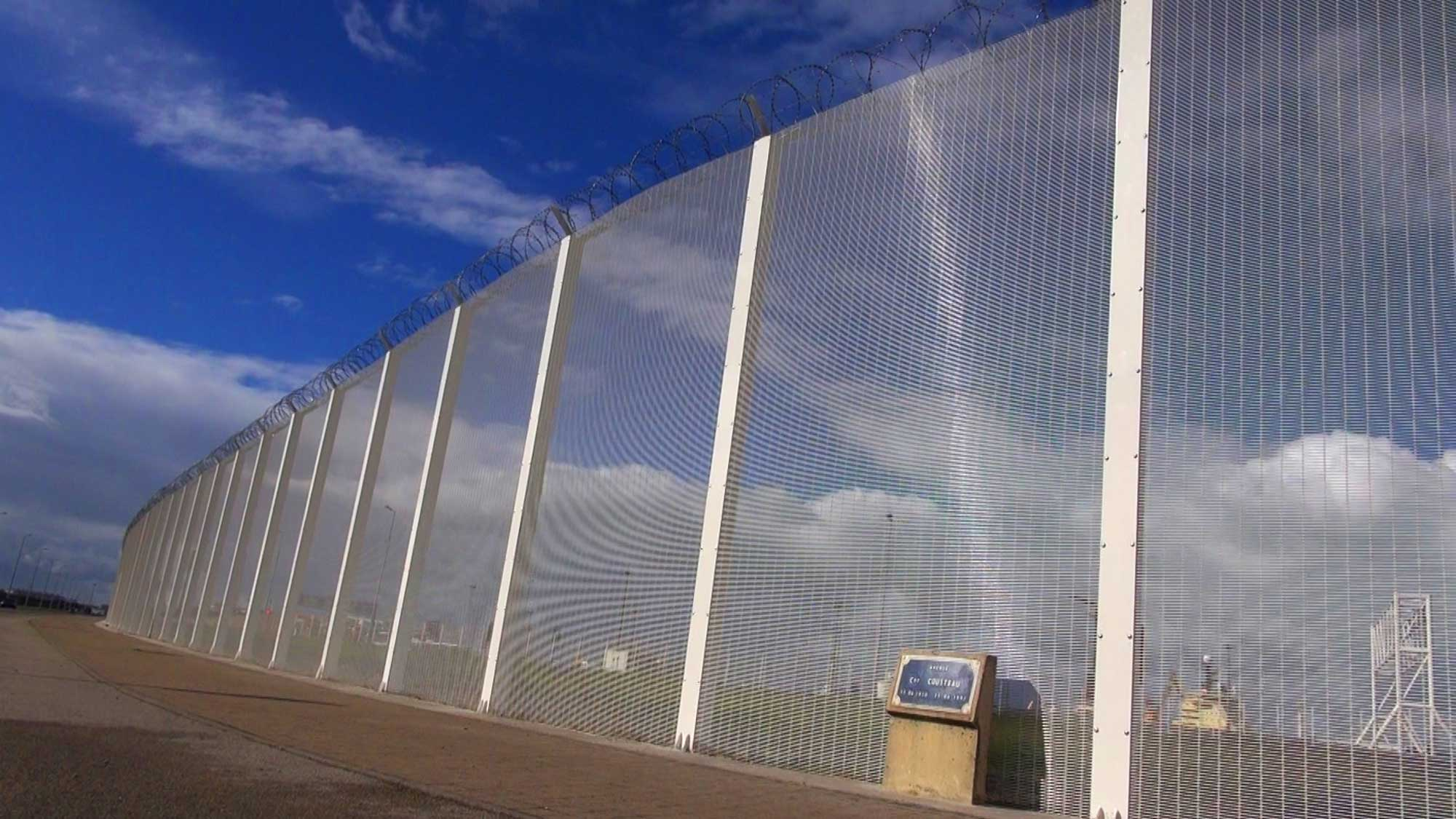
Une haute clôture surmontée de barbelés qui entoure le port de Calais.

La fermeture du centre de Sangatte engendre une baisse du nombre de migrants : 400 sont recensés fin 2005. L'insécurité et les nuisances engendrées par certains migrants entraînent une réaction gouvernementale : en avril 2009, les campements sauvages sont rasés au bulldozer et les forces de l'ordre procèdent à l'arrestation de 190 migrants. Le flux de migrants ne tarit cependant pas : un nouveau camp est établi dès le mois de juin et compte environ 800 habitants. En septembre 2009, les autorités françaises évacuent un bidonville occupé par environ 700 migrants. 276 personnes, principalement des Afghans, sont placés en centre de rétention administrative. À partir du printemps 2014, une vague de migrants arrivant de Méditerranée par l'Italie et la Grèce atteint l'Europe : le nombre de migrants à Calais croît à nouveau.
En mai 2014, trois campements sauvages de 550 migrants au total sont démantelés à la suite d'une épidémie de gale. En juin, le nombre de migrants est estimé à 900 par le milieu associatif.
En juillet, le camp principal est également démantelé. En août, des tensions et bagarres éclatent entre migrants soudanais et érythréens, faisant une cinquantaine de blessés,.
Manuel Valls annonce en août la création de 1 500 places d'accueil pour un coût estimé à 18 millions d'euros.Le 2 septembre 2014, face à une nouvelle vague de migrants, Bernard Cazeneuve instaure un centre d'accueil de jour, nommé Jules Ferry, pour un coût de 13 millions d'euros.
En septembre 2014, la maire UMP de Calais, Natacha Bouchart, menace de fermer temporairement le port de Calais, bien qu'il s'agisse d'une action illégale qui l'exposerait à des poursuites judiciaires, afin d'envoyer « un message fort » aux autorités britanniques. Le nombre de migrants est alors estimé à 1 300, principalement des ressortissants érythréens, somaliens et syriens.
En quelques mois donc, de nombreux bidonvilles et squats sont expulsés dans le centre-ville et un centre d'accueil initialement pour femmes et enfants ouvres ses portes. La mairie annonce une certaine tolérance sur le terrain vague adjacent, entre le centre Jules Ferry et la rocade portuaire, quand la pression est accrue sur le reste de la ville. Ce centre excentré, le rend aussi peu accessible pour les personnes habitant dans le rest de l'agglomération. De nombreux facteurs poussent ainsi les personnes à se rendre sur ce terrain propriété de la commune et du Conseil Régional en ce qu'il concentre un accès précaire à certains services associatifs et une tolérance politique et policière inédite.

### Le bidonville de «la Lande», la «Grande Jungle» ou «New Jungle» (2015-2016)

#### Le centre Jules Ferry
Le centre Jules Ferry est un ancien centre aéré de la ville de Calais situé à 6 kilomètres à l'est du centre-ville, dans les dunes proches de la rocade portuaire du port de Calais. Le 15 janvier 2015, il ouvre pour la première fois officiellement avant une mise en service complète prévue pour avril 2015 pour fournir des douches, repas et 100 couchages destinés aux femmes et enfants. Sa gestion est déléguée par l'État à l'association La Vie active. En mars 2016, il peut fournir un hébergement dans un site adjacent de conteneurs, aménagés et chauffés, avec un accès restreint biométrique à 1500 personnes et la capacité d'accueil pour les femmes et enfants est passée à 400 places, ainsi que 500 places sous tentes, la production de repas est quotidiennement à cette date de 2500 et 1500 petits déjeuner.

#### La «New Jungle»
En juin 2015, The Daily Telegraph estime le nombre de migrants de la jungle à 3 000. En octobre 2015, Le Figaro estime désormais entre 5 500 et 6 000 migrants dans la zone Seveso,, à la suite des vagues de migrants de la fin de l'été 2015 partis depuis la Turquie.

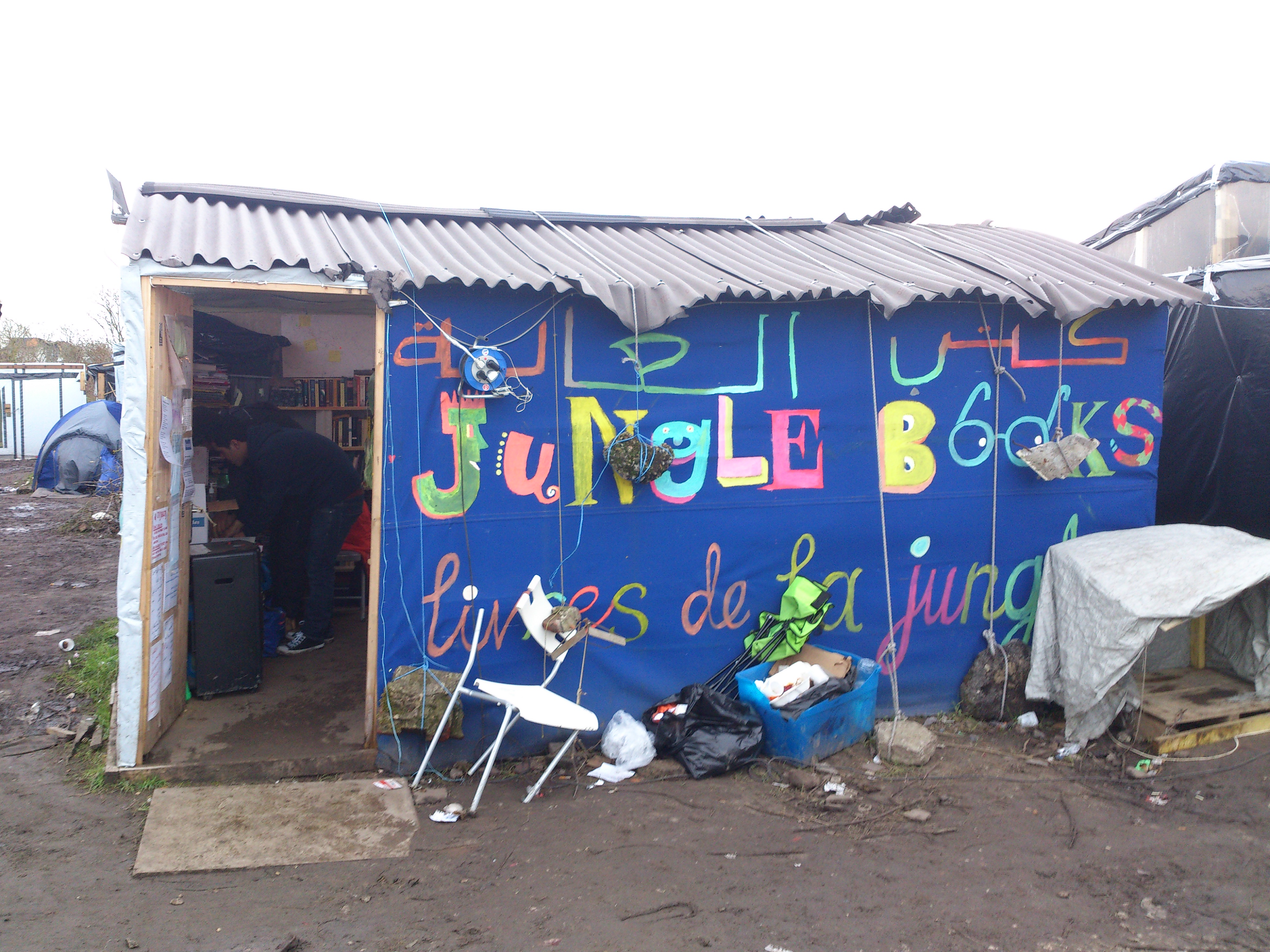
Bibliothèque installée dans la jungle, début 2016.

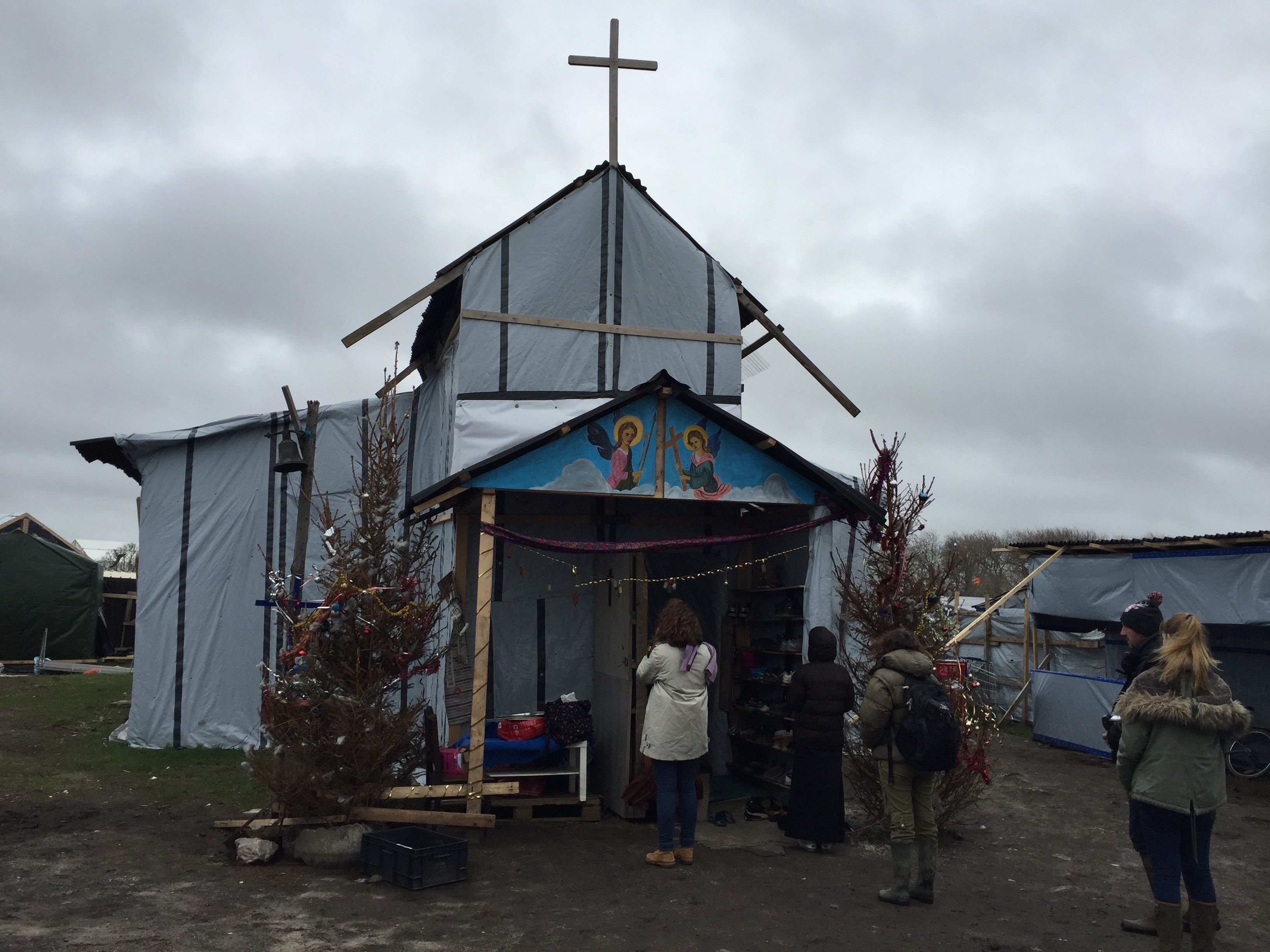
Une église dans le camp.

La jungle se dote de commerces, épiceries, bars, restaurants, salons de coiffure, discothèques, théâtre, lieux de culte et d'au moins une école,,,. Les rues boueuses se voient dotées de noms de rue et de panneaux. De petites épiceries vendent brosses à dents, chargeurs pour portable, gel douche, boissons et nourriture.
Il existe également quelques lieux de divertissement. La discothèque la plus connue est le Peace and Love Bar. Deux comédiens britanniques, Joe Robertson et Joe Murphy, ont ouvert un théâtre couvert (le Good Chance Theatre) en septembre 2015.

#### La répartition en France (octobre-décembre 2015)
Face à cet afflux, le gouvernement annonce, le 21 octobre 2015, un plan pour accélérer la répartition des migrants de Calais sur tout le territoire afin de désengorger la jungle. La première semaine, 400 migrants sont envoyés dans sept régions françaises, dont 51 à Villeurbanne dans le centre d'une association spécialisée (Forum réfugiés) qui traite 140 entrées par mois. Tous obtiennent des papiers. Ils sont également envoyés vers des centres de rétention administrative (à Toulouse, Nîmes, Marseille, Metz, et Vincennes). L'État loue, entre autres, pour cela un jet, pour un montant de 1,5 million d'euros par an, à raison de trois vols par semaine,. Ce jet servait en fait depuis le mois de mars 2015 à de tels transferts, et, en août déjà, Bernard Cazeneuve affirmait la volonté de mettre en place des renvois au pays pour les exilés qui le souhaitent et pour ceux qui ne répondent pas du statut de demandeur d’asile. À ce jet privé s'est ajouté un avion de 25 places de l'aviation civile réquisitionné par le ministre de l'Intérieur.
À Cornebarrieu, près de Toulouse, 85 migrants sont arrivés après le 21 octobre, et 95 % sont libérés sur décision du tribunal. Le 5 novembre, 35 nouveaux migrants font leur arrivée. Les 26 et 31 octobre 2015, 40 et 32 migrants ont été transférés par avion depuis Calais à Marseille, dont la quasi-totalité a été libérée sur place puis aurait regagné directement Calais par le train. Le 4 novembre, cinquante sont allés à Luchon, et le même jour onze sont logés dans les locaux d'une association à Toulouse. Le 26 novembre 2015 arrivent 21 migrants dans le château de Taillé à Fondettes (Indre-et-Loire), propriété de la ville de Saint-Denis ; à Delle, un centre d'accueil de 130 personnes est préparé et est opérationnel début décembre. Pleyber-Christ (Finistère) accueille 17 migrants de Calais le 18 novembre 2015 ; le 19 novembre 2015, 50 migrants kurdes irakiens sont acheminés en car jusqu'à Biscarrosse (Landes), mais ces derniers souhaitent retourner à Calais. Sauméjan (Lot-et-Garonne) doit abriter quarante migrants de Calais dans des locaux réquisitionnés par la préfecture.
Cette politique d'éparpillement a été accusée de démagogie un mois avant les élections régionales de décembre 2015.

La Gare du tunnel sous la Manche à Coquelles.
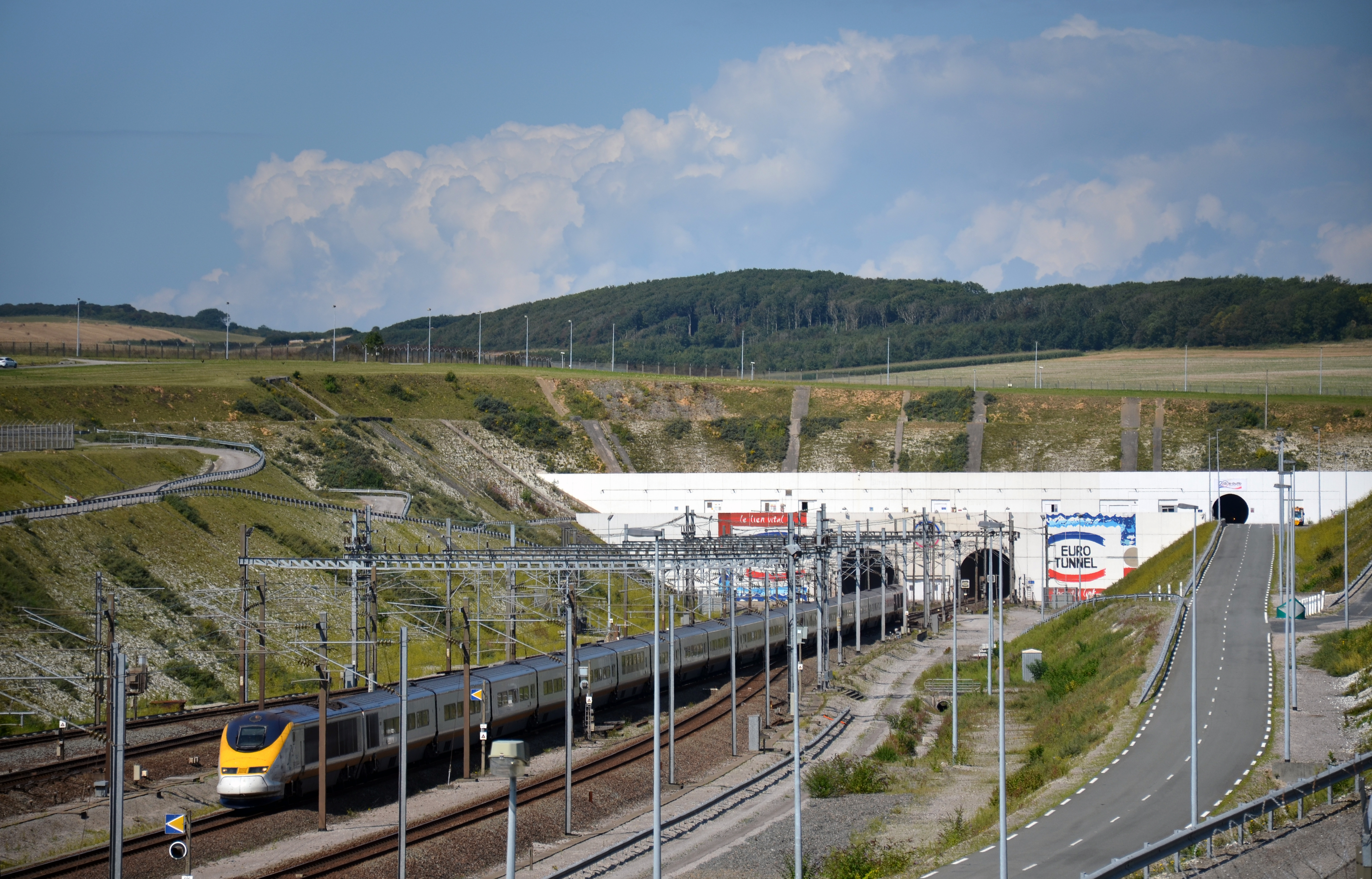
L'entrée dans le Tunnel sous la Manche à Coquelles.
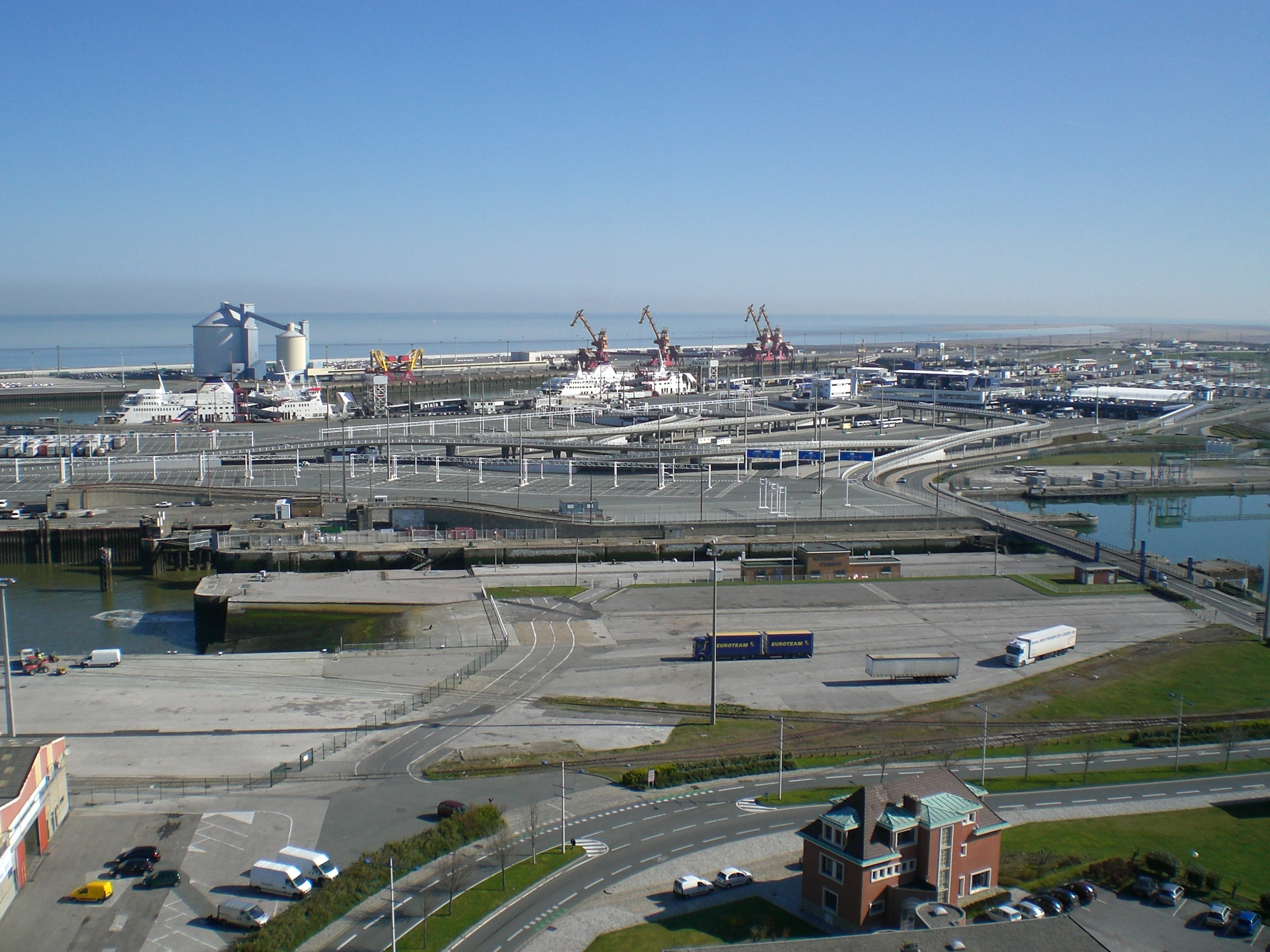
La zone portuaire de Calais vue du phare. Le camp principal de la jungle se trouve dans l’ancienne décharge, à cinq kilomètres.
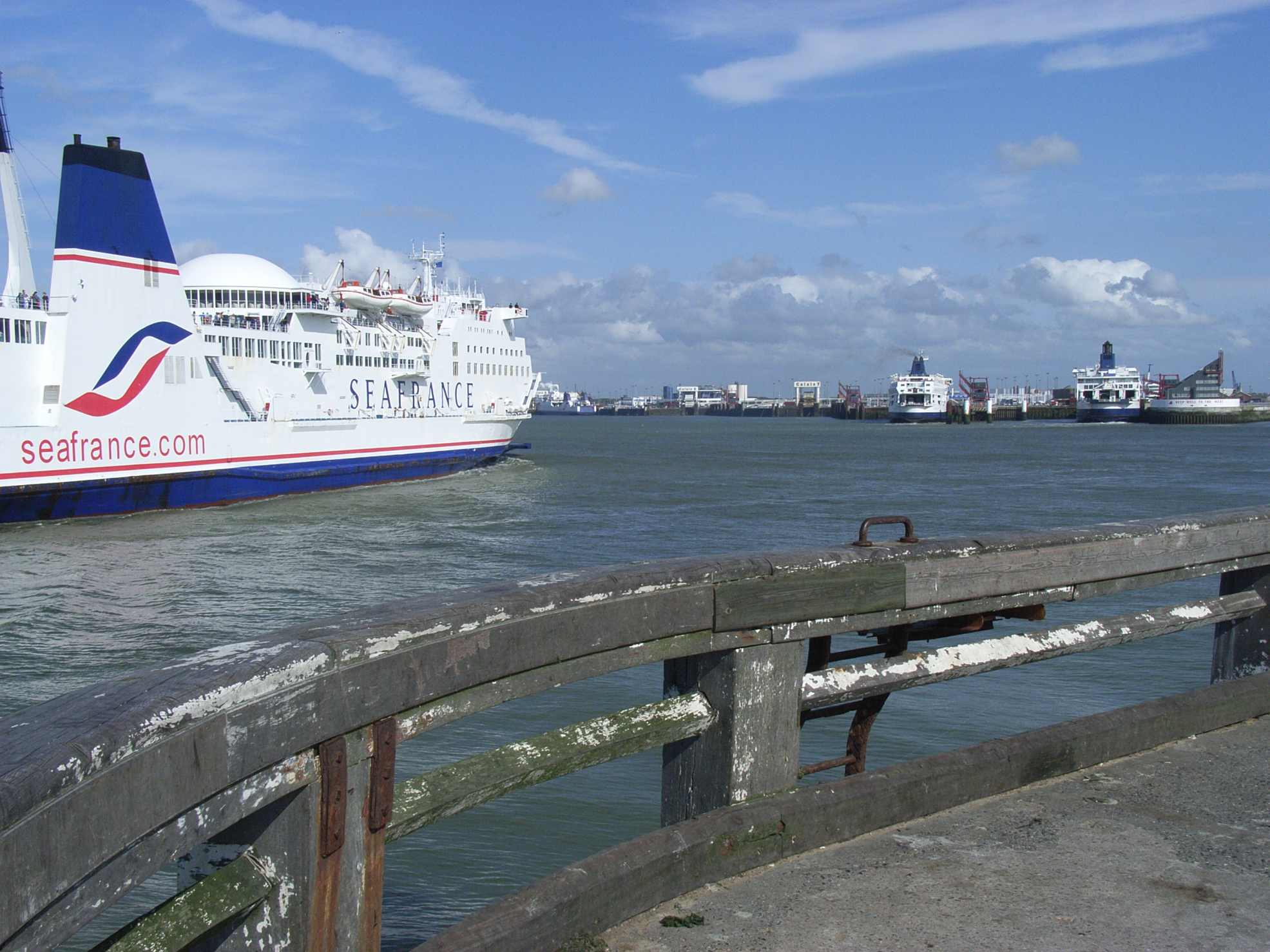
Un ferry entre dans le Port de Calais.
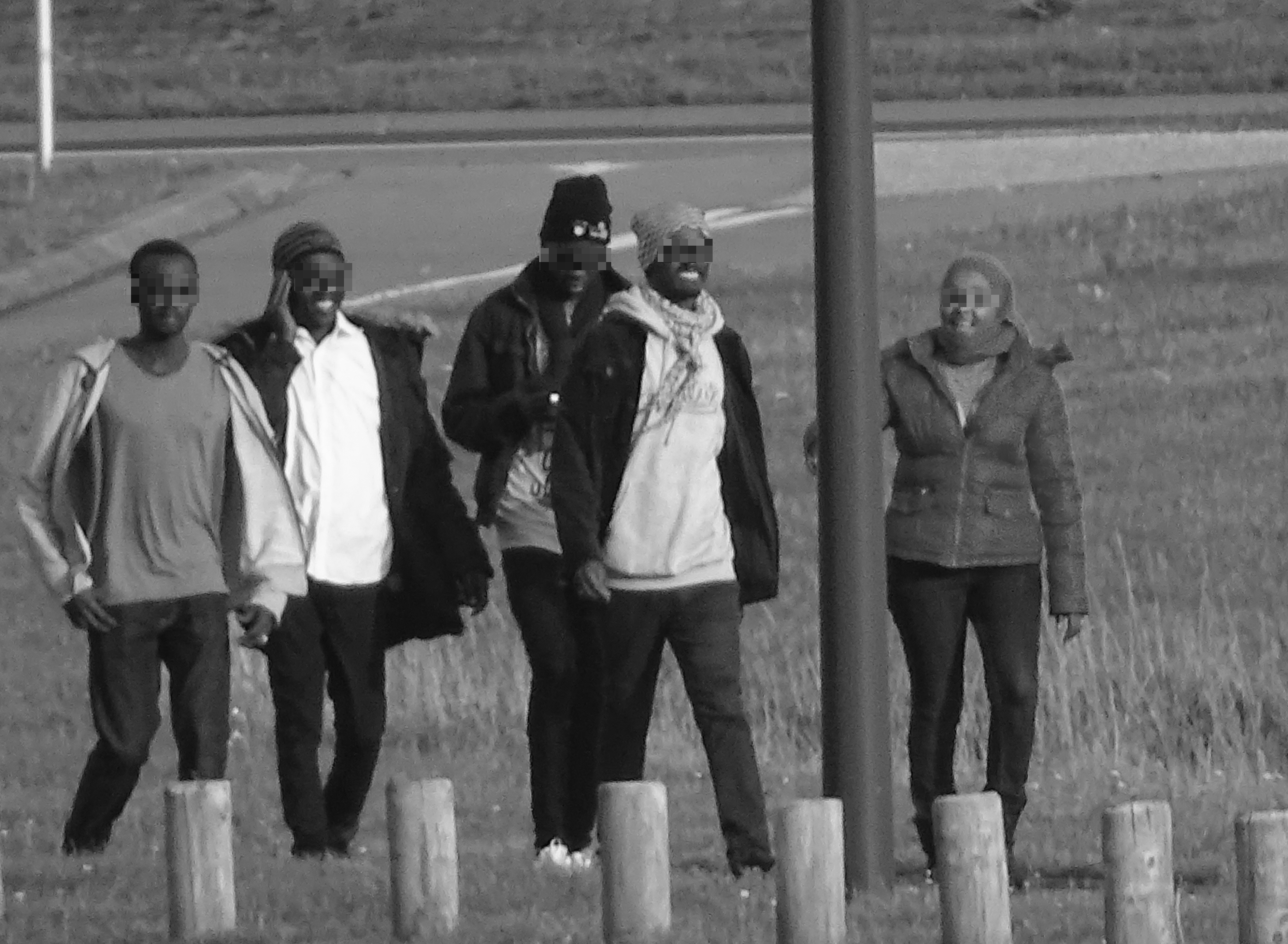
Migrants à Calais le 8 novembre 2015.
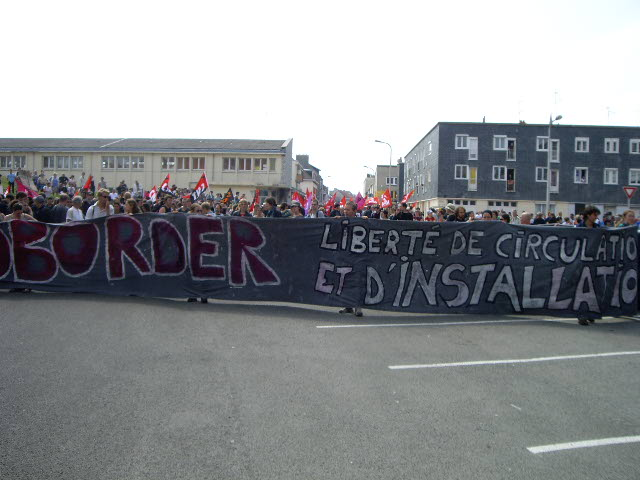
Manifestation No Border à Calais, 27 juin 2009.

#### Création d'un centre d’accueil provisoire (janvier 2016)
La construction d'un Centre d’accueil provisoire (CAP) est annoncée à l'été 2015 par Manuel Valls. Il a pour objectif de diminuer le nombre de personnes habitant le bidonville de Calais, héberger les personnes migrantes uniquement en son sein dans l'agglomération, en complément des Centre d'accueil et d'orientation ouvert à l'automne 2015 dans tout le territoire national, et ce en prévision de la destruction du bidonville adjacent.
Ouvert en janvier 2016 entre le centre Jules Ferry et le bidonville géant, il est constitué de 125 containers, d'une capacité maximale de 1500 personnes. Dès son ouverture, il suscite de vivse critiques de la part des habitants du bidonville qui ne s'y rendent pas pour beaucoup. Les critiques visent à la sécurisation du lieu, containers entourés d'un grillage barbelé dont l'entrée se fait par fichage biométrique 3D de la main, les dortoirs de 12 personnes ne sont pas personnalisables et n'offrent pas d'intimité. Le centre est pourvu de 80 sanitaires collectifs, trois conteneurs collectifs dits de « de convivialité » et de trois préaux mais n'offre pas la possibilité de se doucher. L'inscription de chaque personnes accueillie se fait par un enregistrement 3D de la paume de la main et d'un code unique, ces données sont conservées 48 heures après chaque sortie du centre, au delà, elle sont supprimées et l'entrée est dès lors refusée à la personne habitante.
Ce centre n'est pas conçu selon les normes humanitaire internationales ou du Haut Commissariat de Nations unies pour les réfugiés (HCR), mandaté et missionnée par l’État, la Vie active détentrice du marché l'a par exemple conçu pour fournir 2,3 m² par personne dans un conteneur selon les normes françaises quand celles internationales nécessitent un espace minimum de 3,5 m² par personne.

#### Démantèlement partiel (février-mars 2016)
La mise en place de plusieurs camps de réfugiés en dur a poussé l'État à convaincre plusieurs centaines de migrants d'évacuer la jungle, avec en priorité les femmes et les enfants, migrants les plus exposés aux violences et à l'insécurité de la Jungle. Le centre Jules Ferry reçoit 300 personnes, femmes et enfants dans des tentes chauffées. Un camp de cabanons en bois est installé par la mairie de Grande-Synthe en partenariat avec Médecins sans frontières, et doit à terme atteindre une capacité de 2500 places.
Le 19 février, un arrêté du Tribunal administratif de Lille ordonne la destruction d'une partie de la Jungle pour insalubrité et insécurité. Le démantèlement commence le 29 février. Des équipes de maraudes sociales ont convaincu 43 migrants encore sur place de quitter les lieux vers des Centres d'accueil et d'orientation ailleurs en France. Le démantèlement est interrompu par des violences et l'introduction de 150 migrants armés sur la rocade jouxtant la Jungle. Le démantèlement reprend le 1er mars. Il se concentre sur la zone sud de la Jungle,,. Le 16 mars, le démantèlement de la zone sud de la Jungle est terminé. Selon les associations, 80 % des migrants qui s'y trouvaient ont simplement déménagé dans la zone nord, augmentant la promiscuité et la dégradation des conditions d'hygiène. Cette promiscuité serait à l'origine de tensions et d'affrontements entre migrants de différentes nationalités.

#### L'expansion de la jungle (août 2016)
En juin 2016, le nombre d'occupants était estimé à 4500. Le chiffre double rapidement : début août 2016, les associations dénombrent 9000 migrants dans les différents camps. Selon les associations, on n'a jamais compté autant de tentes, ni distribué autant de repas qu'en août 2016 : plus de 9000 repas par jour contre 5000 au début de l'été. Le 28 août, 10000 occupants seraient présents. Face à cet afflux, le gouvernement prévoit d'accélérer la répartition sur toute la métropole. Officiellement, la préfecture évaluait à 6900 les occupants le 23 août 2016 - un chiffre en augmentation de 53 % par rapport à la mi-juin.
| Le graphique qui aurait dû être présenté ici ne peut pas être affiché car il utilise l'ancienne extension Graph, désactivée pour des questions de sécurité. Des indications pour créer un nouveau graphique avec la nouvelle extension Chart sont disponibles ici . | Sources: - France TV Info - Le Monde du 4 novembre 2016: démantèlement concernant 7338 personnes fin octobre 2016 |

Face au nouvel afflux massif de migrants, le gouvernement décide de rediriger les migrants de Calais vers de nouveaux centres d'accueil à Paris et ailleurs en province,,. La maire de Paris, Anne Hidalgo, annonce la création d'un camp pour les hommes, et, d'un camp pour les femmes et les enfants, d'autre part.

#### Fermeture et démantèlement de la jungle
En septembre 2016, le ministre de l'Intérieur Bernard Cazeneuve annonce le démantèlement de la zone nord et la fermeture totale de la jungle pour la fin de l'année.
Le 24 octobre 2016, les opérations d'évacuation débutent dans le calme (même si des affrontements entre migrants opposés à la fermeture du camp et forces de l'ordre ont eu lieu quelques heures avec le démantèlement) et avec une présence policière très importante. Les 6486 migrants recensés sont évacués dans des bus vers 450 centres d'accueil et d'orientation disséminés dans toute la France mis à part en Île-de-France et en Corse, et doivent choisir deux régions de destination possible à partir d'une carte qui leur est présentée. Les migrants sont d'abord enregistrés notamment par des équipes de l'Office français de l'immigration et de l'intégration (OFII) puis envoyés dans des centres d’accueil et d'orientation (CAO) dans toute la France, sauf en Île-de-France et en Corse. En effet, dans la région parisienne, le nombre de migrants est déjà important et, en Corse, il n'y a pas de CAO. Dans ces centres, les migrants pourront faire leurs demandes d'asile afin d'obtenir le statut de réfugié et donc un titre de séjour. Les mineurs isolés sont envoyés dans des centres d’accueil provisoire (CAP) situés à l'intérieur du camp et la Grande-Bretagne étudiera ensuite au cas par cas les mineurs qu'elle pourra accepter selon s'ils ont ou non des parents déjà sur le sol britannique. Les migrants réfractaires à ce projet de démantèlement seront soit placés dans des centres de rétention administrative pour être expulsés (ces centres ont néanmoins un nombre de places très limité), soit laissés dans la nature. Selon les associations présentes dans la « jungle », les migrants déterminés à aller en Angleterre essayeront de rester ou de revenir près de la frontière. L'opération d'évacuation a concerné 7 000 migrants.

#### Conséquences du démantèlement
Le démantèlement de la jungle de Calais provoque à Paris une augmentation du nombre de campements sauvages, un millier de personnes en quelques jours,. Le ministre de l'intérieur dément tout « mouvement de migrants », mais plusieurs centaines ont déménagé de Calais vers la capitale française. De plus, les nouveaux arrivants se concentrent sur cette dernière, les centres d'accueil et d'orientation ayant bénéficié en priorité aux calaisiens. Le 7 juillet 2017, la police évacue 2 771 migrants de la porte de la Chapelle à Paris et Dominique Versini, adjointe à la maire de Paris, demande au gouvernement qu'ils soient répartis sur tout le territoire « comme l'ont fait l'Allemagne et l'Italie », arguant qu'ils arrivent tous par Paris.

#### Réactions politiques et sociales

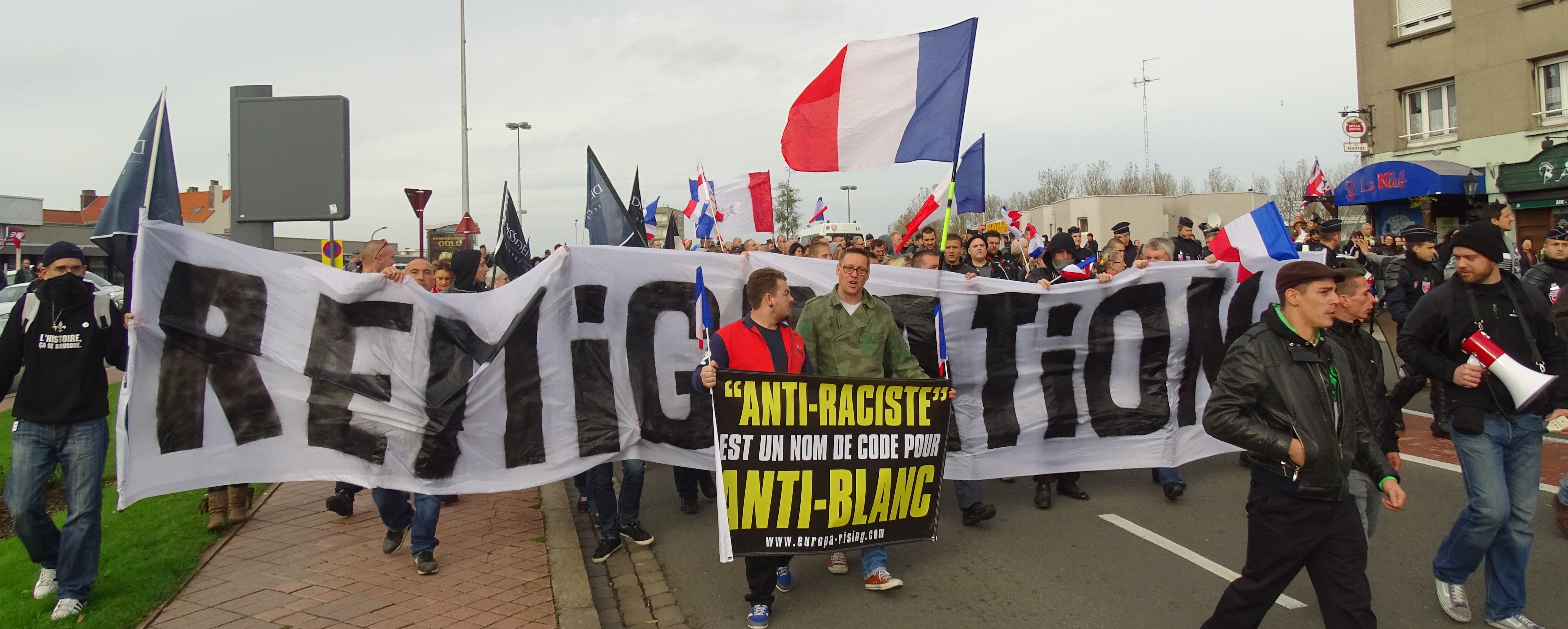
Manifestation contre la présence des migrants, le 8 novembre 2015.

Des élus ont demandé à l’État d'envoyer l'armée, sans résultat. Un collectif de Calaisiens se rend à Paris pour manifester contre l'inaction de l’État. La jungle de Calais devient un enjeu politique majeur à l'approche de la présidentielle de 2017, et les pouvoirs publics ont tendance à vouloir accélérer son démantèlement, en vue d'un relogement ailleurs en France.
Plusieurs manifestations ont été organisées. Le 8 novembre 2015, environ une centaine de personnes manifestent à Calais contre la présence de migrants. Une manifestation en soutien aux migrants le 23 janvier 2016 rassemble près de 2 000 personnes, et voit l'arrestation de 24 migrants et 11 militants No Border lorsque ceux-ci ont forcé l'enceinte du port pour monter dans un ferry. Des débordements et tensions avec des habitants ont également eu lieu. Le 6 février, à l'appel de la branche française de PEGIDA, entre 60 et 80 personnes se rassemblent devant la gare de Calais pour manifester contre la présence des migrants. Le général Christian Piquemal, ancien chef de légion étrangère, est interpellé tout comme une vingtaine de personnes.

#### Soutiens de personnalités
Les migrants de Calais sont soutenus par de nombreuses personnalités des arts et du spectacle. Ainsi, quatre cinéastes (Romain Goupil, Catherine Corsini, Christophe Ruggia et Pascale Ferran) lancent « l'appel de Calais » le 4 novembre 2015, demandant à l'État français de construire un camp pour dix mille migrants en lieu et place de la Jungle. Cet appel reçoit le soutien de plus de huit cents artistes (dont Omar Sy, Benjamin Biolay et Romain Duris), ainsi que d'universitaires (dont André Scala), d'avocats (dont Pierre Farge) et de militants associatifs (dont Jean Rousseau),. La dessinatrice Corine Pagny organise du 17 au 20 décembre 2015 un « parcours d'art » avec une trentaine d'artistes. L'artiste Banksy donne également son œuvre Dismaland à la jungle, et réalise trois œuvres à Calais. Michael Haneke, cinéaste deux fois lauréat de la Palme d'or, tourne un film évoquant les migrants à Calais : Happy End. L'acteur Jude Law se rend le 21 février dans la jungle pour manifester son soutien aux migrants. L'acteur français Philippe Torreton, parrain de l'Association SOS Méditerranée, condamne l'action du gouvernement et déclare : « Il faut bien loger ces gens et les accueillir dignement ». Le chanteur africain Tiken Jah Fakoly manifeste son soutien en appelant l'Europe à ouvrir ses frontières. La Jungle est visitée à plusieurs reprises par will.i.am du groupe The Black Eyed Peas. L'actrice américano-canadienne Pamela Anderson rend visite aux migrants de Calais pour les soutenir.

### Renaissance de la jungle et politique zéro point de fixation (depuis 2016)
Le 27 décembre 2016, les associations estimaient à plusieurs dizaines le nombre de migrants revenus à Calais, et ils en attendent des centaines : ces migrants veulent aller en Angleterre, bien que leur demande d'asile ait déjà été rejetée, et non en France, et refusent de rester dans les centres d'accueil.
Sur un total de 1 934 personnes mineures ayant quitté Calais pour des centres Caomie à la fin d’octobre, seuls 468 ont été acceptées par le Royaume-Uni.
Au 12 janvier, pour Vincent Berton, sous-préfet de Calais, s'il y a encore des migrants qui sont trouvés à bord des camions ou contrôlés par les forces de l’ordre, il n'y a plus ni campement, ni squats dans le Calaisis dans le cadre de la politique « tolérance zéro migrant ».
En raison de cette politique les migrants doivent loger dans des hôtels, chez des particuliers ou bien dans la rue. Toutefois, le camp de Grande-Synthe, près de Dunkerque, a connu une augmentation de sa population passant de sept cents à douze cents réfugiés en un mois et demi.
Des affrontements avec la police se sont déroulés dans une station-service le 24 février 2017 (des migrants tentaient de s'introduire dans des camions en direction de l'Angleterre). Les migrants sont estimés à quelques centaines dans la nouvelle jungle de Calais,.
En mars 2017, entre 300 et 400 migrants sont toujours à Calais. La maire calaisienne Natacha Bouchart décide d'interdire aux associations présentes sur place de leur servir le repas afin d'empêcher, selon elle, un retour des « points de fixation ».

#### Nouvelle politique d'évacuation avec les Centres d’accueil et d’examen des situations (2017)
Le nouveau président de la République Emmanuel Macron annonce qu'aucun migrant ne sera laissé à la rue avant la fin de l'année 2017. Dans ce but, et pour baisser le nombre de migrants de la jungle, le 7 août 2017, huit mois après le démantèlement, le gouvernement met en place un nouveau dispositif et ouvre deux centres d’accueil et d’examen des situations (CAES) l'un à Bailleul (à la place d'un Formule 1 et malgré l’hostilité des habitants), l'autre à Troisvaux (à l'abbaye de Belval, inoccupée depuis 2012). Ces centres accueillent des migrants volontaires qui demandent l'asile en France. Ils sont censés rester huit jours ou quinze jours ou trois semaines dans les CAES avant d'éventuellement être envoyés dans des CADA (centres d'accueil de demandeurs d'asile) ailleurs en France,. Ces migrants viennent de la jungle de Calais et de Grande Synthe : Irakiens, Afghans, Érythréens, Iraniens et Éthiopiens bénéficient de chambres, cuisines et salles de bains. Des tickets de 4 € leur sont donnés pour faire des courses dans les environs. Ces CAES ont une capacité de 300 places.
Lors d'une visite d'Emmanuel Macron le 16 janvier 2017, le président de la république annonce que mandatée par la préfecture, l'association La Vie active, qui était mandataire gestionnaire du centre Jules Ferry en 2015-2016, préparera et distribuera désormais des repas en plusieurs points de l'agglomération calaisienne en présence de la police à partir du 6 mars 2016. Pendant le premier mois, alors que la police est présente pendant les distributions de repas, et qu'elle procède en même temps à la destruction des lieux de vie et la confiscation des effets personnels des exilés partis cherché un repas, ces dernier boycottent en partie le dispositif.
Selon un rapport publié par l'organisation non gouvernementale Human Rights Watch en octobre 2021, des adultes et des enfants migrants ont commencé à revenir à Calais presque immédiatement après la démolition du camp, nombre d'entre eux cherchant à se rendre au Royaume-Uni. 700 personnes, dont une centaine d'enfants non accompagnés, étaient hébergées en plein air à Calais et dans ses environs à la fin de 2017. Quatre ans plus tard, on estime que 2 000 personnes, dont au moins 300 enfants non accompagnés, séjournaient dans des campements dans et autour de la ville. 400 à 800 autres personnes, dont de nombreuses familles avec enfants, se trouvaient dans une forêt à Grande-Synthe, une commune adjacente à la ville de Dunkerque (Dunkerque), dans le nord de la France.

#### Grève de la faim en 2021 en soutien aux migrants
Le 11 octobre 2021, à la suite du décès le 28 septembre de Yasser, un jeune Soudanais, le père Philippe Demeestere, jésuite, et deux militants associatifs, Anaïs Vogel et Ludovic Holbein, commencent une grève de la faim avec trois demandes : la suspension des expulsions pendant la trêve hivernale, l’arrêt de la confiscation des tentes et des effets personnels des personnes exilées, l'ouverture d'un dialogue entre autorités publiques et associations non-mandatées par l'Etat. Les trois grévistes reçoivent le soutien de l'évêque d'Arras dès la mi-octobre,. Plus de 40 000 personnes signent une pétition de soutien. Au lendemain d'une interpellation en public le 25 octobre par une citoyenne à Monbrison, le président Macron, averti depuis le 13 octobre par Caritas France, dépêche le président de l'Office français de l'immigration et de l'intégration (OFII), Didier Leschi, comme « médiateur ». Didier Leschi évoque « l'incohérence de la politique mise en œuvre », en reconnaissant notamment qu'il n'y a pas jusqu'alors d'hébergement systématique et propose de le mettre en oeuvre pour un accueil en dehors de Calais. À cette fin, il propose la mise en place d'un « sas » d'hébergement d'une nuit pour accueillir 300 personnes, avant de conduire les exilés vers d'autres lieux. Cette proposition est refusée par Natacha Bouchard, la maire de Calais, qui met en avant « l'appel d'air ». Les grèves de la faim sont poursuivies jusqu'au 4 et 17 novembre.

## Relations entre la France et le Royaume-Uni

### Construction d'un mur anti-migrants
Le 20 septembre 2016 débute la construction d'un mur anti-intrusion le long de la rocade portuaire de Calais. La construction de ce mur est financée par le Royaume-Uni. Son coût est de 2,7 millions d’euros.
Ce mur devrait faire 4 mètres de hauteur et 1 kilomètre de long. Il s'agit d'un mur moderne. Il est anti-intrusion mais aussi doté d'une fonction anti-bruit. Le dispositif est prévu pour son environnement. Il relie des parties végétalisées, striées et alvéolées.
En octobre 2016, la maire de Calais Natacha Bouchart interrompt par un arrêt la construction du mur.

## Problèmes d'insécurité

### Violences envers les migrants
Des agressions contre les migrants ont été rapportées à plusieurs reprises à proximité de la jungle, et sont de plus en plus fréquentes selon les associations, y compris les violences policières. Sept agresseurs armés de barres de fer et de bâtons électriques, appartenant pour la plupart à des mouvements « antimigrants », ont été arrêtés dans la nuit du 10 au 11 février 2016 à Loon-Plage. Le 22 février, quatre autres personnes sont interpellées pour soupçon d'agressions envers des migrants. Le 9 mars, cinq personnes sont interpellées, dont trois avaient déjà été arrêtées à Loon-Plage le 10-11 février. Ces cinq hommes auraient participé à au moins sept agressions accompagnées de vol sur plusieurs migrants.
En 2017, l'organisation Human Rights Watch dénonce l'utilisation de gaz poivre à l'encontre des migrants de Calais, y compris dans l'eau et la nourriture.

### Violences de la part des migrants

#### Sur les non-migrants

##### Agressions contre les forces de l'ordre, les routiers, les journalistes, les touristes et les habitants
La présence de nombreux migrants et réfugiés a entraîné des problèmes d'insécurité à proximité de la jungle. Au printemps 2014, la délinquance a augmenté de 80 % à Calais, notamment les vols (en particulier avec violences) et les agressions sexuelles qui ont augmenté de 20 %.
Des panneaux de signalisation routière sont arrachés et brûlés à proximité de la jungle. Le 15 janvier 2020, les migrants caillassent une camionnette de la DIR et ses vitres sont brisées.
Des chauffeurs routiers sont victimes de diverses agressions : certains ont vu leur camion assailli par des migrants qui ont découpé la bâche de la remorque afin de s'y réfugier, d'autres ont été menacés à l'arme blanche et agressés, des migrants attaquent les camions à jets de pierre, crèvent leurs pneus, brisent leur parebrise. Le 24 juillet 2017, un chauffeur poids-lourd britannique est agressé par un groupe de migrants. Après l'avoir frappé sur la tête avec une brique, ils le laissent pour mort et volent son camion pour tenter de passer la frontière.
Du 8 au 10 novembre 2015, vingt-neuf policiers sont blessés lors d'affrontements avec les migrants. Le 24 novembre, de nouveaux heurts font six blessés (quatre ou cinq policiers et deux migrants),. À la suite de ces affrontements, la maire de Calais demande une nouvelle fois l'intervention de l'armée. Dans la nuit du 1er au 2 décembre 2015, des dizaines de migrants jettent des pierres sur les policiers,. Le 25 décembre 2015, 2 000 migrants de la jungle traversent Calais pour tenter de pénétrer dans le tunnel sous la Manche et sont repoussés par les forces de l'ordre. Le 2 septembre 2017, des bouchons sur la rocade incitent une cinquantaine de migrants à tenter de s'introduire sur les camions, ce qui entraîne l'intervention de la police et des heurts avec les migrants (trois policiers blessés). Le samedi 25 novembre 2017, neuf migrants (six Afghans, trois Irakiens) forcent un barrage de CRS avec une Audi A6 break en faisant 2 blessés. Dans la nuit du 12 au 13 février 2018, deux migrants afghans menacent des policiers avec des cutters après avoir cassé les rétroviseurs des voitures garées rue Régnier. Le mardi 31 juillet 2018, un groupe de migrants blesse quatre CRS par des jets de projectiles.
L'insécurité entrave l'activité économique du port de Calais : il faut réparer fréquemment les clôtures de la rocade qui mène au port. Un ferry n'a pas pu débarquer ses camions à cause d'assauts de migrants,. Ces assauts perturbent aussi le trafic fret et passager d'Eurotunnel, avec des effets des deux côtés de la Manche. Ces tentatives remettent en cause le lancement de la ligne ferroviaire Calais-Le Boulou qui devait avoir lieu le 15 janvier 2016. Lors de leurs attaques sur la rocade, les migrants agressent et dégradent les véhicules présents. Des migrants bloquent fréquemment le trafic autoroutier en jetant des pierres, lançant des branches, brisant les parebrises des camions, agressant les chauffeurs, le but étant de créer un embouteillage pour pouvoir ensuite se dissimuler à l'intérieur des camions afin de passer en Angleterre, : ce genre de barrages a eu lieu 16 fois, en novembre 2017 par exemple. Le mardi 31 juillet 2018, les migrants profitent d'un embouteillage sur la rocade pour tenter d'y pénétrer, mais ils sont repoussés par les CRS. Dans la nuit du 19 au 20 juin 2017, un conducteur de camionnette est tué dans un accident provoqué par un barrage installé sur l'autoroute par des migrants,. Le 19 décembre 2021, un chauffeur routier meurt d'une crise cardiaque après une altercation avec des migrants voulant monter dans sa remorque.
Des agressions visent également les pompiers, qui interviennent dix à quinze fois par jour. Appelés à intervenir pour des incendies et des soins aux personnes, ils sont parfois victimes d'insultes, de gestes menaçants, de jets de pierre ou de « caillassage ». Un camion de pompier a notamment été dégradé. Des commerçants ont fait l'objet d'insultes et de dégradations par des migrants. Un restaurant-snack situé en bord de route est contraint de fermer ses portes à la suite de troubles répétés causés par les migrants.
Les journalistes sont aussi attaqués : en 2008, une étudiante en journalisme a été violée ; en 2016, un journaliste et son interprète sont menacés et l'interprète violée .
Le lundi 11 décembre 2017, un serveur d'un bar de Calais est menacé au couteau par un mineur migrant. Dimanche 28 janvier 2018, un migrant menace un employé de Pizza Hut avec un couteau. Le 26 juillet 2018, des migrants attaquent des passants, des maisons et des voitures avec des branches et des bouts de bois et en lançant des pierres : deux habitantes sont blessées, deux migrants sont interpellés,.

##### Violences envers les femmes et les mineurs
En octobre 2005, un couple de sourds et muets est agressé, et la femme est violée par deux migrants. En 2008, une étudiante en journalisme canadienne a été violée par un migrant alors qu'elle faisait un reportage photo. En novembre 2014, deux jeunes françaises mineures de 15 et 17 ans ont été sauvées par des passants d'une agression sexuelle par des migrants. Une jeune Française de 20 ans avait également été agressée sexuellement dans la gare de Calais par un migrant. Dans la nuit du lundi 17 au mardi 18 octobre 2016, une interprète de France 5 est violée sous la menace d'un couteau aux abords de la jungle par un migrant. Lundi 31 octobre 2017, une jeune femme a été agressée au couteau et violée par un migrant érythréen à Calais,. Le 20 octobre 2018, une Calaisienne de 38 ans est violée par plusieurs migrants sur l'avenue Toumaniantz.
En 2010, un Afghan de la jungle agresse sexuellement un garçon de 10 ans.

#### Violences des migrants sur les migrants

##### Bagarres et rixes entre migrants
L'insécurité touche également les personnes vivant à l'intérieur de la jungle. Des bagarres entre migrants ont eu lieu en août 2014 entre groupes de nationalités différentes, lors de la distribution d'un repas. Le 8 janvier 2009, un Afghan est mort poignardé dans une bagarre entre réfugiés afghans. Le 8 décembre 2015, un Soudanais de 25 ans meurt poignardé dans la jungle. Le soir du 16 mars 2016, 19 migrants sont blessés dans une rixe opposant migrants afghans et soudanais ; le 27 mai 2016, de nouvelles rixes entre ces mêmes groupes font 40 blessés. Le 17 août 2016, 19 blessés sont déplorés ; le 23 août 2016, une rixe entre migrants soudanais et afghans fait un mort parmi les migrants soudanais et plusieurs blessés. Le 24 avril 2017, une rixe entre Ethiopiens et Erythréens fait onze blessés. Les 21 et 22 août 2017, des rixes entre 200 Afghans et Erythréens font 37 blessés, de telles rixes avaient déjà fait seize blessés (dont un grave) le 1er juillet. Le samedi 24 novembre 2017, des passeurs et des migrants se sont tirés dessus faisant quatre blessés. Le 1er février 2018, une bagarre entre Érythréens et Afghans fait 4 blessés par balles et 18 blessés légers. Du 25 au 26 août, des rixes entre migrants soudanais et érythréens font neuf blessés dont deux CRS.

##### Violences envers les femmes
Les violences touchent notamment les femmes présentes sur le camp,. Il est fait état de nombreux viols, grossesses non suivies, et infections sexuellement transmissibles. Selon les associations, toutes les femmes migrantes ont subi au moins une agression à caractère sexuel. De plus, beaucoup de migrantes trouvent dans la prostitution un gagne-pain pour survivre. Le 18 novembre 2015, un réseau de prostitution a été mis au jour et l'ancien directeur du centre commercial proche de la jungle a été placé en garde à vue dans cette affaire et son bureau a été perquisitionné. Depuis septembre 2014, le nombre de femmes et d'enfants croît sans cesse,. Des espaces privatifs ont été réservés aux femmes et aux enfants afin de réduire les risques de violences. Il s'agit d'un centre protégé par des grilles et des verrous, interdit aux hommes, même les journalistes. Depuis le 15 novembre 2015, Gynécologie sans Frontières intervient sur les 5 camps du nord : Calais, Grande-Synthe, Steenvoorde, Norrent-Fontes, et Angres, pour rassurer et accompagner physiquement les femmes. Lors du démantèlement de la jungle, dans la nuit du 24 au 25 octobre 2016, une migrante éthiopienne est violée dans la jungle. Le 26 août 2017, deux Érythréens ont été écroués pour tentative de viol sur une mineure érythréenne de seize ans.

##### Violences envers les mineurs
D'août 2015 à mars 2016, 7 mineurs de 14 à 16 ans ont été violés dans la jungle par des migrants selon les associations qui s'alarment de la vulnérabilité des migrants orphelins.

## Droits de l'homme, conditions de vie et d'hygiène
Les conditions de vie et d'hygiène dans les différents camps composant la jungle sont mauvaises et s'apparentent à celles d'un bidonville.

### Violations des droits de l'homme du fait de l'action de l'État
Le défenseur des droits, Jacques Toubon, qui s'est rendu à Calais le 12 juin 2017, a relevé « des atteintes aux droits fondamentaux d'une exceptionnelle gravité. »

« La volonté de ne plus voir de migrants à Calais conduit à ce que plus aucun abri ne soit toléré : les personnes dorment à même le sol, quelles que soient les conditions climatiques, parfois avec un sac de couchage donné par les associations. Ils disent être traqués jour et nuit dans plusieurs sous-bois de la ville. Les migrants ne peuvent dès lors plus dormir, ni même se poser ou se reposer et restent constamment sur le qui-vive. »
« Ils sont visiblement dans un état d’épuisement physique et mental,. »

Le défenseur des droits « exhorte les pouvoirs publics à ne pas s’obstiner dans ce qui s’apparente à un déni d’existence des exilés. »
Pour les associations Utopia 56 et l'Auberge des Migrants, l'arrêté produit début 2017 par le maire Natacha Bouchart afin d'interdire les distributions d'eau et de nourriture et de décourager tout point de fixation pour les migrants à Calais est « inhumain et indigne », elles rappellent que les distributions alimentaires « correspondent à un besoin vital », qu'elles permettent d'« éviter des morts dans la rue », qu'elles « contribuent à la sécurité des Calaisiens en évitant vols et éventuelles agressions » et qu'elles « sont aussi l'occasion de repérer des problèmes médicaux, notamment des maladies infectieuses, susceptibles de se propager ». Elles soulignent aussi que « les associations font ce travail parce que l'Etat et les collectivités publiques ne respectent pas leurs propres obligations, en termes de lois et d'humanité ».
Plusieurs rapports nationaux et internationaux documentent des atteintes aux droits fondamentaux depuis 2017 :
- la Commission nationale consultative des droits de l'homme (CNCDH), en février 2021, dénonce les plus de 1 000 évacuations qui ont eu lieu en 2020 en estimant qu'il s'agit d'une politique « attentoire à la dignité humaine »[199].
- en septembre 2020, après une visite sur place de deux jours, la Défenseure des droits, Claire Hédon, dénonce des conditions de vie « dégradantes et inhumaines », « exhorte les pouvoirs publics à ne pas s’obstiner dans ce qui s’apparente à un déni d’existence des exilés », en soulignant la situation particulièrement difficile des femmes et des enfants, qui « dorment à même le sol, cachés sous des buissons, quelles que soient les conditions climatiques »[200],[201].
- en octobre 2021, l'organisation de droits de l'homme Human Rights Watch publie un rapport documentant les « traitements dégradants » infligés aux exilés et décrit ce qu'elle appelle une « stratégie de détresse infligée aux enfants et aux adultes »[202],[203].

### Hygiène
À l'exception du camp principal qui dispose de quelques douches et où des associations d'aide humanitaire assurent le service d'un repas chaud par jour, les camps ne disposent pas de sanitaires hygiéniques ou d'espaces pour la toilette. Les rares douches ne sont utilisables qu'après six heures d'attente. La jungle ne dispose pas d'accès à l'eau potable. Des migrants allaient aussi se baigner à la piscine Icéo, la piscine municipale de Calais. En décembre 2015, la mairie conditionne l'entrée à la piscine à la présentation d'un justificatif de domicile et d'une carte d'identité, ce qui en interdit l'accès aux migrants. La maire, Natacha Bouchart, indique qu'environ « une dizaine d'exilés » fréquentait la piscine chaque jour et que la majorité l'utilisaient sans problème, mais que quelques-uns dérogeaient au règlement en se douchant et en se rasant et parfois en lançant des « regards appuyés » aux femmes ; elle évoque une baisse de fréquentation de -47% lors de la première semaine des vacances de la Toussaint 2015. Les associations dénoncent une mesure discriminatoire dans la mesure où le règlement de la piscine rendait possible des sanctions individuelles plutôt qu'une interdiction qui touche tous les migrants ainsi que les sans-abris ; elles font remarquer que la baisse de fréquentation peut s'expliquer en partie par d'autres facteurs tels que les modifications des horaires et la hausse des tarifs au cours des mois précédents.
Les habitants résident dans des tentes ou des abris de fortune.

### Santé
Selon l'ONG britannique Human Relief Foundation, les habitants de la jungle sont globalement en bonne santé. Toutefois, certains souffrent de blessures aux mains, aux pieds, au visage et aux dents. Plusieurs médecins et dentistes britanniques se sont installés bénévolement dans la jungle pour y soigner les migrants. Médecins du monde, et médecins sans frontières sont présents, Médecins du monde depuis 2005, ils proposent à titre gracieux des consultations médicales et des soins infirmiers : ils soignent gratuitement fractures et entorses, ou offrent encore des consultations psychologiques voire psychiatriques.
La gale y est très présente.

## Coût et conséquences économiques

### Coût
Une infographie du Figaro parue en 2016 estimait que les camps de Calais coûtaient à l'État plus de 210 millions d'euros en 2015 et 2016 (dont la moitié pour la nourriture donnée aux migrants). Elle tentait une projection pour l'année 2017, en prenant l'hypothèse d'une « jungle » démantelée en redistribuant les migrants dans des camps de l'État dans toute la France, et estimait que ces camps continueraient à coûter 110 millions.

### Impact économique négatif
L'impact national et international de la crise des migrants et de la jungle de Calais affecte l'économie locale. Les restaurateurs et hôteliers accusent une baisse de chiffre d'affaires, jusqu'à 40 % chez certains restaurateurs, notamment en raison de l'absence marquée de la clientèle britannique qui transitait par Calais. L'ensemble des principaux secteurs économiques sont touchés: industrie, immobilier, construction. Les commerces de détail ont vu leurs ventes diminuer de 15 à 20 %. Un collectif s'est formé, réunissant 700 entreprises en mars 2015, demandant un moratoire et une exonération des charges pour les entreprises affectées. Près de 500 commerçants ont manifesté à Paris, demandant que Calais et ses environs soient reconnus «en état de catastrophe économique exceptionnelle»,.
Les Ets Rivet & Verborgh (avec vingt emplois) sont menacés de fermeture à cause des migrants qui se battent tous les jours autour au moment des distributions de repas.
Les tentatives des migrants pour franchir le tunnel ont également un impact sur les comptes d'Eurotunnel. En février 2016, l'entreprise réclame une indemnisation de 29 millions d'euros, dont 26 pour les annulations de navettes et retards causés par les migrants, principalement durant le mois d'octobre, et 3 pour la sécurisation du site. Malgré ces chiffres, Jacques Gounon, PDG du groupe, estime les coûts « modestes », précisant que les interventions liées à la sécurité avaient permis de rétablir une situation normale dès le mois de novembre.
La désorganisation du trafic routier poids-lourd, les retards et les violences dues à la présence de migrants sur la rocade pèsent sur les comptes de certaines entreprises de transports routiers,. Le retard des livraisons au Royaume-Uni représenterait pour l'économie britannique un manque à gagner de 300 millions d'euros par jour.
L'impact économique pour le port de Calais est estimé à 9 millions d'euros de perte pour la seule année 2016.

## Représentations artistiques

### Romans
- Une Fille dans la jungle (2017), roman de Delphine Coulin
- Entre deux mondes (2018), roman de Olivier Norek, Pocket, collection « Thriller »

### Bande dessinée
De février à octobre 2016,, l'auteure de bande dessinée Lisa Mandel, en compagnie de la sociologue Yasmine Bouagga, suit le quotidien des migrants de la Jungle de Calais à travers un blog, Les Nouvelles de la jungle. En 2017 sort l'album de bande dessinée Les Nouvelles de la jungle de Calais, aux éditions Casterman. L'ouvrage est Coup de cœur 2017 du Centre national de la littérature pour la jeunesse (BnF), qui écrit dans sa critique : « cette bande dessinée propose une vraie mise en perspective historique et une remarquable plongée dans la complexité du problème. Le traitement satirique du dessin n'empêche pas un propos nuancé, qui suscite la réflexion sur des enjeux humanitaires, politiques et sociaux complexes. » Le journal Le Figaro précise : « Conditions de vie déplorables, histoires personnelles, crainte des mafieux, démantèlements musclés ou luttes intercommunautaires... Lisa Mandel et Yasmine Bouagga ont pris le parti de raconter, sans voyeurisme ni misérabilisme, la « jungle » sous le sceau de l'humour. » Pour la critique du journal Télérama, les auteures signent un « recueil éclairant de chroniques pédagogiques, humanistes, à la fois déchirantes et drôles. »
En 2016, à l'issue d'un séjour à Calais, les journalistes Marie-Françoise Colombani et Damien Roudeau publient Bienvenue à Calais. Les raisons de la colère, un carnet illustré par Roudeau décrivant la situation dans le camp.
Une exposition sur « la culture matérielle et visuelle » de la jungle de Calais s'est tenue au Pitt Rivers Museum entre avril-novembre 2019, sous le titre « Lande: the Calais "Jungle" and Beyond »,,.

### Théâtre
En 2024, Alexis Michalik crée Passeport, une pièce de théâtre dans laquelle Issa, un migrant érythréen, se retrouve amnésique après avoir été agressé dans la Jungle de Calais.

### Recueil de témoignages
En octobre 2016, l'association L'Auberge des migrants publie Le Live de la Jungle, un recueil de témoignages de bénévoles sur la situation dans la jungle de Calais de 2015 à 2016,.

## Filmographie
- 2016 : Jungle, court métrage documentaire de Colia Vranici
- 2018 : L'Héroïque Lande, la frontière brûle, documentaire de Nicolas Klotz et Élisabeth Perceval
- 2019 : Regarde ailleurs, documentaire d'Arthur Levivier